# Dương Thúy Vi
Dương Thúy Vi (* 11. Mai 1993 in Hanoi) ist eine Wushu-Taolu-Sportlerin aus Vietnam.

## Werdegang
Thúy Vi wurde als Tochter eines Shaolin-Kung-Fu-Praktizierenden und einer Wing-Chun-Kämpferin geboren und begann im Alter von drei Jahren unter Anleitung ihrer Eltern mit dem Training verschiedener Kampfkünste. Als sie sieben Jahre alt war, brachte ihr Vater einen ihrer Cousins zum Wushu-Training, um Gewicht zu verlieren, wodurch Thúy Vi das moderne Wushu-Taolu entdeckte.

## Sportliche Laufbahn

### Junior
Thúy Vi gab ihr internationales Debüt bei den asiatischen Junioren-Wushu-Meisterschaften 2005, wo sie eine Silbermedaille im Jianshu (Schwertform) und eine Bronzemedaille im Qiangshu (Speerform) gewann. Auch bei den Junioren-Weltmeisterschaften 2006 wurde sie die Silbermedaillengewinnerin im Jianshu. Im folgenden Jahr gewann sie bei den asiatischen Junioren-Wushu-Meisterschaften 2007 die Silbermedaille im Changquan-Qiangshu (Langfauststil und Speerform). Zwei Jahre später wurde Thúy Vi asiatische Juniorenmeisterin im Changquan und gewann bei den asiatischen Junioren-Wushu-Meisterschaften 2009 die Bronzemedaille im Jianshu. Ihren letzten Junioren-Wettkampf bestritt sie bei den asiatischen Junioren-Wushu-Meisterschaften 2011, wo sie Asienmeisterin im Jianshu und Qiangshu wurde und außerdem eine Bronzemedaille im Changquan gewann.

### Senior
Thúy Vi nahm erstmals an den Südostasienspielen 2011 teil, wo sie die Bronzemedaille in der Kombination Jianshu und Qiangshu der Frauen gewann. Anschließend nahm sie 2011 an den Wushu-Weltmeisterschaften in Ankara teil, wo sie eine Silbermedaille im Duilian (Paar-Form) und eine Bronzemedaille im Jianshu gewann. 2012 nahm sie an den asiatischen Wushu-Meisterschaften in Hanoi teil und gewann eine Silbermedaille im Jianshu und gemeinsam mit Hoàng Thị Phương Giang eine Bronzemedaille im Duilian. Im Jahr darauf gewann sie bei den Südostasienspielen 2013 eine Goldmedaille im Jianshu und eine Silbermedaille im Qiangshu. Kurz darauf wurde Thúy Vi Weltmeisterin im Qiangshu und Silbermedaillengewinnerin im Jianshu bei den Wushu-Weltmeisterschaften 2013. Diese wiederholten Siege bereiteten sie auf die Asienspiele 2014 vor, wo sie die Goldmedaille im Jianshu und Qiangshu der Frauen gewann und damit Vietnams erste Goldmedaille im Wushu bei den Asienspielen und die einzige Goldmedaille bei den Spielen 2014 errang. Dieser Sieg führte dazu, dass Thúy Vi als erste vietnamesische Sportlerin in einer CNN-Publikation in den USA vorgestellt wurde.
Bei den Südostasienspielen 2015 gewann Thúy Vi Medaillen in allen Farben, darunter eine Goldmedaille im Jianshu. Kurz darauf wurde sie zweifache Silbermedaillengewinnerin in ihren Waffendisziplinen und Bronzemedaillengewinnerin im Changquan bei den Wushu-Weltmeisterschaften 2015. Dies qualifizierte sie für die Taolu-Weltmeisterschaft 2016, wo sie die Silbermedaille im Jianshu gewann. Anschließend nahm sie an den Wushu-Asienmeisterschaften 2016 teil und gewann die Bronzemedaille im Qiangshu. Ein Jahr später wurde sie Doppelgoldmedaillengewinnerin in Jianshu und Qiangshu bei den Südostasienspielen 2017 und wurde erneut Weltmeisterin im Qiangshu bei den Wushu-Weltmeisterschaften 2017. Thúy Vi nahm dann an den Asienspielen 2018 teil und gewann die Bronzemedaille im Jianshu und Qiangshu der Frauen. Bei der Wushu-Weltmeisterschaft 2019 gewann sie zwei Silbermedaillen in Jianshu und Qiangshu.
Ihr erster großer Wettkampf nach dem Ausbruch der COVID-19-Pandemie waren die Südostasienspiele 2021 (die im Mai 2022 stattfanden), bei denen sie Goldmedaillen in Jianshu und Qiangshu und eine Bronzemedaille in Changquan gewann.
Kurz darauf gewann sie bei den Weltspielen 2022 in Birmingham die Goldmedaille in der Kombination Jianshu und Qiangshu der Frauen, die erste Medaille für Vietnam bei diesen Spielen. Im September 2023 gewann sie bei den Asienspielen in Hangzhou die Bronzemedaille im Jianshu-Qiangshu-Wettbewerb (Übungen mit zweischneidigem Schwert und Speer, unabhängig voneinander gezeigt). Die Asienspiele 2022 waren aufgrund der COVID-19-Pandemie um ein Jahr verschoben worden.